# Cool for the Summer
"Cool for the Summer" is een nummer van de Amerikaanse zangeres Demi Lovato. Het nummer is tevens de leadsingle van haar vijfde studioalbum Confident, dat in 2015 uitkwam. "Cool for the Summer" werd op 1 juli 2015 uitgegeven door Hollywood Records en Island Records. Het is geschreven door Lovato, Max Martin, Ali Payami, Alexander Erik Kronlund en Savan Kotecha.

## Achtergrond
Het nummer kwam de Billboard Hot 100 binnen op 18 juli 2015 op plek nummer 36. In de eerste week van de release, werden er al meer dan 108.000 exemplaren verkocht. In augustus behaalde "Cool for the Summer" haar hoogste positie in de Amerikaanse hitlijsten, op de elfde plek. "Cool for the Summer" behaalde in Engeland, Nieuw-Zeeland en Schotland een plek binnen de top-10.
De bijhorende videoclip is geregisseerd door Hannah Lux Davis en kwam uit op 23 juli 2015. In oktober 2015 was de videoclip al meer dan 100 miljoen keer bekeken op YouTube. 

## Tracklijst
| Nr. | Titel                                  | Duur |
| --- | -------------------------------------- | ---- |
| 1.  | Cool for the Summer                    | 3:34 |
| 2.  | Cool for the Summer (DJ Laszlo remix)  | 6:11 |
| 3.  | Cool for the Summer (Todd Terry remix) | 4:47 |
| 4.  | Cool for the Summer (Dave Aude remix)  | 6:32 |

| Nr. | Titel                                   | Duur |
| --- | --------------------------------------- | ---- |
| 1.  | Cool for the Summer                     | 3:34 |
| 2.  | Cool for the Summer (Liam Keegan remix) | 5:10 |
| 3.  | Cool for the Summer (Cahill remix)      | 6:17 |
| 4.  | Cool for the Summer (Mike Cruz remix)   | 7:23 |

| Nr. | Titel               | Duur |
| --- | ------------------- | ---- |
| 1.  | Cool for the Summer | 3:34 |

| Nr. | Titel                                      | Duur |
| --- | ------------------------------------------ | ---- |
| 1.  | Cool for the Summer (Todd Terry remix)     | 4:47 |
| 2.  | Cool for the Summer (VARA remix)           | 4:25 |
| 3.  | Cool for the Summer (Dave Aude remix)      | 6:32 |
| 4.  | Cool for the Summer (Cahill remix)         | 6:17 |
| 5.  | Cool for the Summer (Plastic Plates remix) | 4:36 |
| 6.  | Cool for the Summer (Mike Cruz remix)      | 7:23 |

## Hitnoteringen

### NederlandseSingle Top 100
| Hitnotering: 01-08-2015 t/m 03-10-2015 | Hitnotering: 01-08-2015 t/m 03-10-2015 | Hitnotering: 01-08-2015 t/m 03-10-2015 | Hitnotering: 01-08-2015 t/m 03-10-2015 | Hitnotering: 01-08-2015 t/m 03-10-2015 | Hitnotering: 01-08-2015 t/m 03-10-2015 | Hitnotering: 01-08-2015 t/m 03-10-2015 | Hitnotering: 01-08-2015 t/m 03-10-2015 | Hitnotering: 01-08-2015 t/m 03-10-2015 | Hitnotering: 01-08-2015 t/m 03-10-2015 | Hitnotering: 01-08-2015 t/m 03-10-2015 | Hitnotering: 01-08-2015 t/m 03-10-2015 |
| Week:                                  | 1                                      | 2                                      | 3                                      | 4                                      | 5                                      | 6                                      | 7                                      | 8                                      | 9                                      | 10                                     |                                        |
| -------------------------------------- | -------------------------------------- | -------------------------------------- | -------------------------------------- | -------------------------------------- | -------------------------------------- | -------------------------------------- | -------------------------------------- | -------------------------------------- | -------------------------------------- | -------------------------------------- | -------------------------------------- |
| Positie:                               | 83                                     | 85                                     | 87                                     | 84                                     | 78                                     | 77                                     | 84                                     | 83                                     | 92                                     | 97                                     | uit                                    |

## Releasedata
| Land                | Releasedatum     | Formaat        | Label                                  |
| ------------------- | ---------------- | -------------- | -------------------------------------- |
| Wereldwijd          | 1 juli 2015      | Muziekdownload | Hollywood, Island, Safehouse           |
| Verenigde Staten    | 7 juli 2015      | Radio          | Island, Hollywood, Republic, Safehouse |
| Italië              | 10 juli 2015     | Radio          | Island, Hollywood, Republic, Safehouse |
| België              | 31 juli 2015     | Muziekdownload | Hollywood, Island, Safehouse           |
| Verenigd Koninkrijk | 28 augustus 2015 | Muziekdownload | Hollywood, Island, Safehouse           |